# Королевский орден Обеих Сицилий

Геральдический щит Королевской Армии Иоахима Мюрата с орденской цепью

Короле́вский о́рден Обе́их Сици́лий (итал. Ordine reale delle Due Sicilie, фр. Ordre royal des Deux-Siciles) — национальный орден Неаполитанского королевства, а затем Королевства обеих Сицилий, существовавший в период с 1808 по 1819 год.

## Учреждение и упразднение
Орден был учреждён 24 февраля 1808 года Жозефом Бонапартом в начале его правления Неаполитанским королевством. Своей организационной структурой орден копировал наполеоновский орден Почётного легиона. Похожими были и знаки отличия этих орденов, с отличием в центральном гербе и надписью на латинском вокруг него «Jos. Napoleon Sic. Rex Instituit» («Учреждён королём сицилийским Жозефом Наполеоном»).
После коронования Жозефа испанской короной в 1809 году новый король сицилийского королевства Иоахим Мюрат немного изменил дизайн знаков отличия. Этот орден не надолго пережил наполеоновскую империю. В 1815 году знак его был соответствующим образом изменён королём Фердинандом, а в 1819 году уже в рамках нового Королевства обеих Сицилий орден был упразднён.

### Организация и членство
Существовало пять степеней членства в ордене (как организации) в трёх классах (по старшинству):
| Классы                            | Степени                   |
| --------------------------------- | ------------------------- |
| Гроссмейстер (Грандмастер) ордена |                           |
| 1. Высшие члены ордена            | 1. Рыцарь Большого креста |
| 1. Высшие члены ордена            | 2. Великий офицер         |
| 2. Командоры                      | 3. Командор               |
| 2. Командоры                      | 4. Офицер                 |
| 3. Кавалеры                       | 5. Рыцарь                 |

Количество членов ордена было ограничено: 50 высших членов, 100 командоров и 650 кавалеров. Отдельно существовала административная должность Великого канцлера ордена, на которую указом короля Жозефа был назначен Багли Бичиньяно.

## Инсигнии
Все знаки отличия были изготовлены из золота, орденская лента — ясно-голубого цвета (в первоначальных вариантах также предлагалась лента с чередующимися полосами голубого, алого, снова голубого и белого цвета). Пятиконечная звезда покрывалась рубиновой эмалью.
Каждый из глав ордена вводил некоторые различия в дизайн инсигний.

### При Жозефе Бонапарте

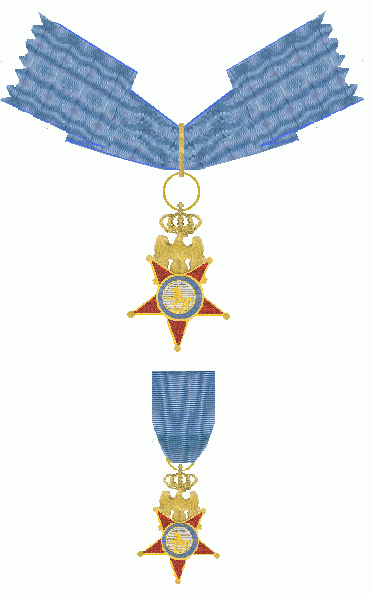
Командорский знак отличия на муаровой ленте (модели 1808 г.)

Золотая пятиконечная звезда, покрытая рубиновой эмалью, подвешивалась остриём вниз (перевёрнутая звезда). В центре звезды медальон, покрытый ясно-голубой эмалью с гербом Неаполя — тринакрия, выполненная из золота. Вокруг герба надпись на латинском «Sicil rex instituit» (или, в позднем варианте, «Joseph Napoleon Sicil rex»). С обратной стороны герб Сицилии (вздыбленный конь, вырубленный в золоте) и латинская надпись из голубой эмали «Pro Renovata patria» («За возрождение Отечества») — девиз ордена.
Командорский знак отличия представлял собой такую же звезду, в разрезе верхних лучей которой восседал золотой орёл с распростёртыми крыльями. Над орлом корона, за которую осуществлялась подвеска к муаровой ленте.[уточнить]

Большой крест — знак отличия высших членов ордена, был выполнен из серебра с золотой эмалью в центре. Звезда, в отличие от младших степеней, не перевёрнутая. Лучи звезды без покрытия эмалью. В центральном медальоне изображены два сплетённых золотых венка с листьями из зелёной эмали, вокруг венков обод с голубой эмалью и латинской надписью «Joseph Neapoles Siciliarum rex instituit».

### При Иоахиме Мюрате
Мюрат, став преемником Жозефа на Неаполитанском троне в 1809 году, изменил латинскую надпись на лицевой стороне на «Joachim Napoleo Sicil Rex», существовали варианты с надписью «Gioacchino re di Napoli». Неаполитанский знак Тринакрии заменён на золотой портрет короля Иоахима.

### При Фердинанде I
Новый король и гроссмейстер вернул наполеоновский стиль звезды и креста, но поменялись легенды, — с лицевой стороны на латинскую надпись «Ferdinandus Borbonius utriusque Siciliae Rex P.F.A.», а на обороте на «Felicitati restituta X Kal., Jun. MDCCCXV.» Цвета муаровой ленты были возвращены к первоначальному неутверждённому проекту Наполеона с четырьмя полосами.

### Расположение знаков отличия на мундире
|                                                        |                                         |                                                      |
| (1808-1815 г.) (1815-1819 г.) Кавалеры ордена (рыцари) | (1808-1815 г.) (1815-1819 г.) Командоры | (1808-1815 г.) (1815-1819 г.) Рыцари Большого креста |

## Гроссмейстеры

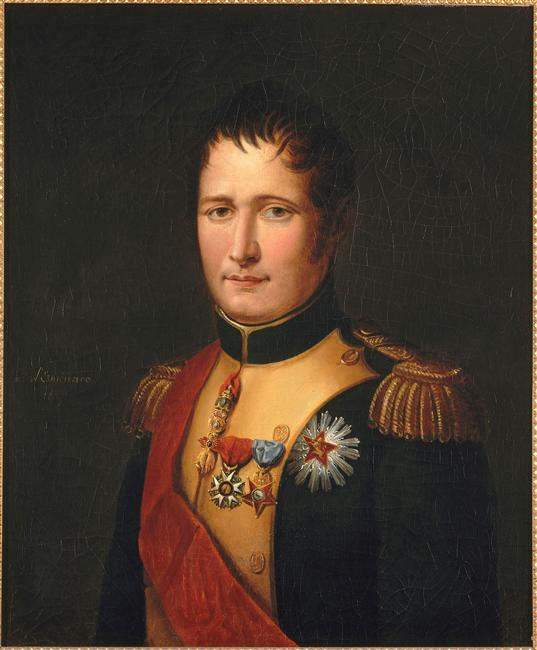
Жозеф Бонапарт, на портрете видны знаки ордена Почётного легиона, ордена Обеих Сицилий и Королевского ордена Испании (1837)
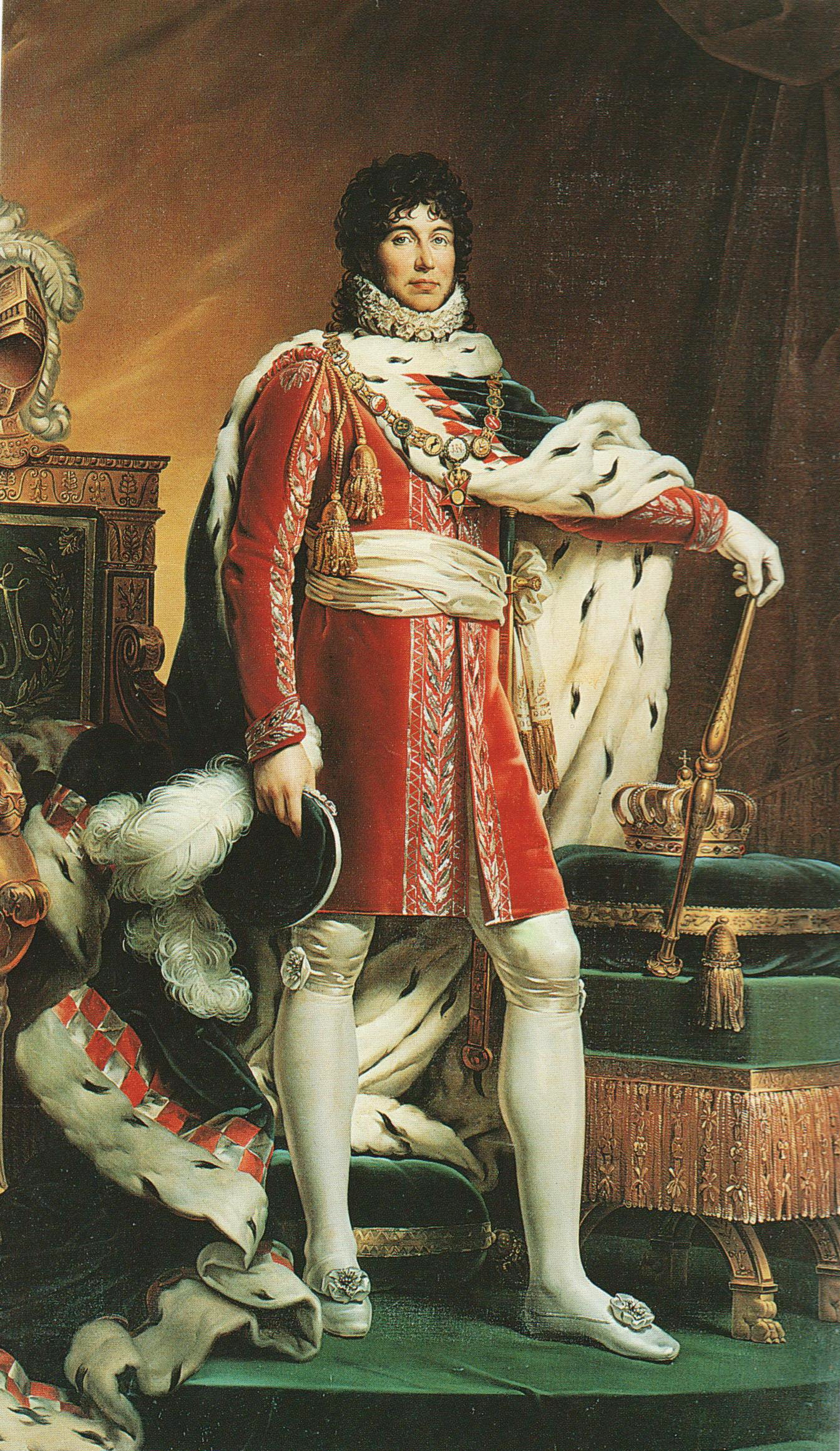
Иоахим Мюрат на коронации, портрет с орденской цепью
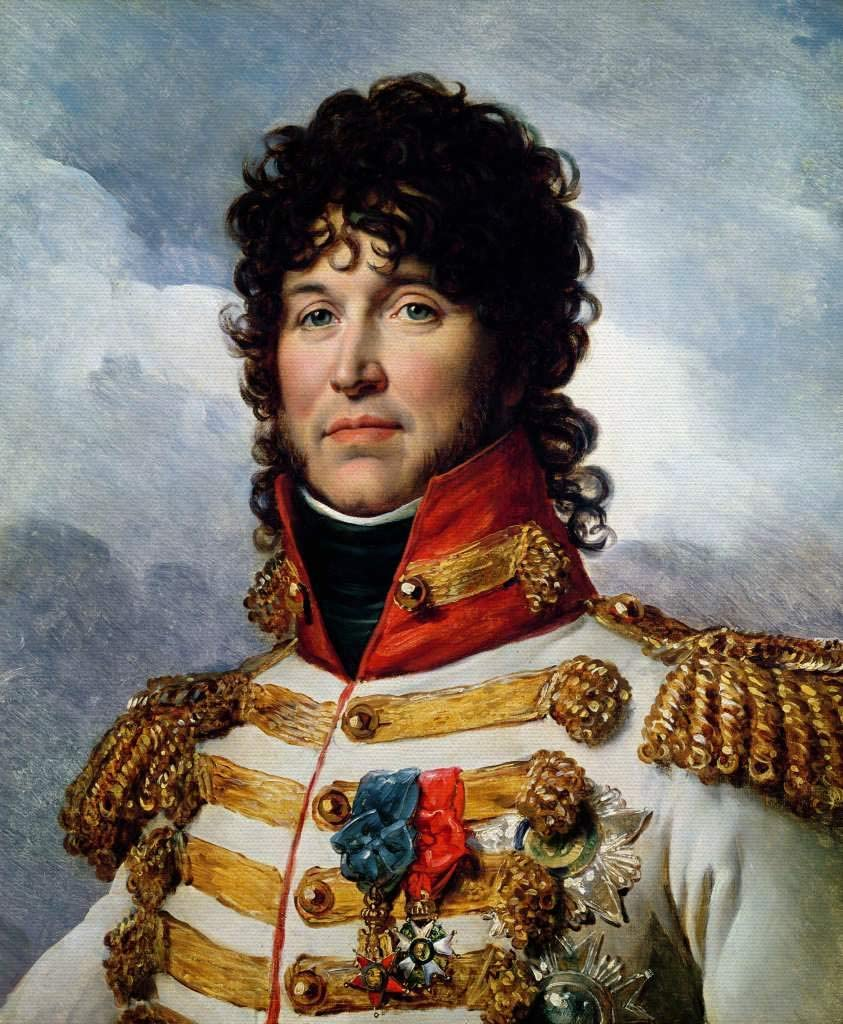
Иоахим Мюрат, портрет со знаками ордена Обеих Сицилий и ордена Почётного легиона (1808)
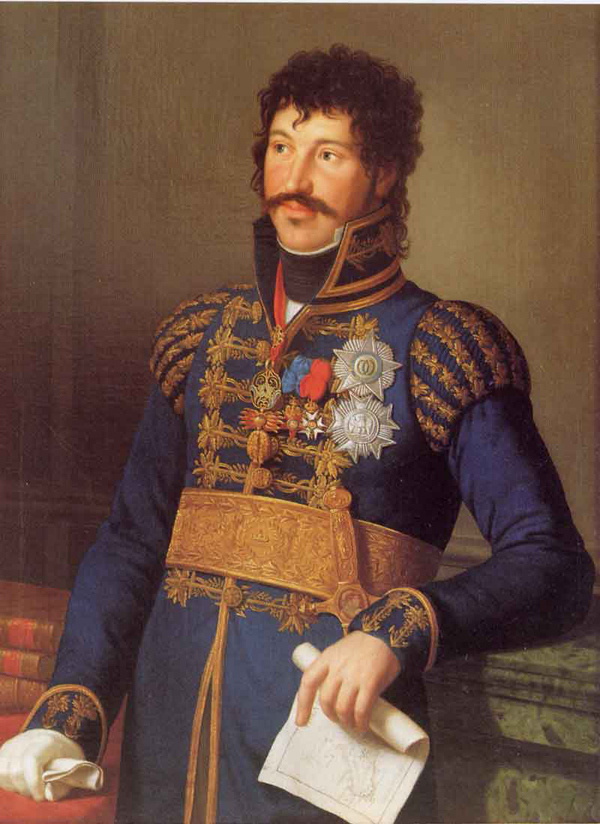
Иоахим Мюрат, портрет со знаками ордена Золотого руна, ордена Обеих Сицилий и ордена Почётного легиона (1814)
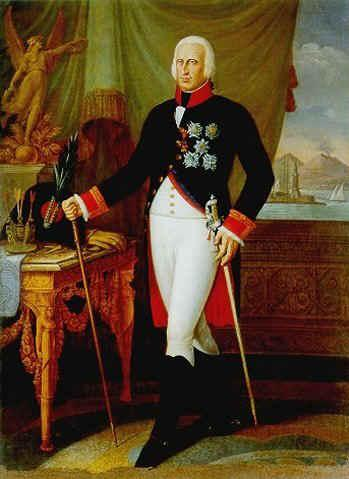
Фердинанд I

## Некоторые известные члены ордена

### Высшие члены ордена
- Наполеон I;
- Луи Бонапарт;
- Жан-Баттист Журдан;
- Матье Дюма;
- Сесиль Станислав Ксавье де Жирарден;
- Максимилиан Ламарк;
- Изидор Экзельман;
- Катарин-Доминик Периньон;
- Жан Ренье;
- Луи Партуно;
- Фердинандо Марескальки;
- Марцио Мастрилли
- Жак де Кампредон;
- Пьер Ланюсс;
- Пьер-Арно де ла Брифф[фр.];
- Луи Фюрси Анри Компер;
- Адриан Питер Твент ван Раапхорст[нидерл.];
- Ян ван Стирум[нидерл.];
- Морис Матьё де Ля Редорт;
- Пьер-Луи Редерер;
- Жан Батист де Шампаньи;
- Юзеф Понятовский;
- Александр Рожнецкий;
- Антоний Павел Сулковский;
- Станислав Костка Замойский.

### Командоры
- Жак Александр Ромёф;
- Жан-Баттист Брюни;
- Карло Филанджиери;
- Николя Филипп Гюйе;
- Жан-Батист Александр Строльц;
- Огюст Жюльен Бигарре;
- Леонар Юар де Сент-Обен.

### Кавалеры
- Луи-Пьер Монбрен;
- Мауриций Гауке;
- Жак Филипп Авис;
- Ян Павел Ежмановский;
- Людвик Кицкий;
- Исидор Красинский;
- Юзеф Антоний Коссаковский;
- Юзеф Доминик Коссаковский;
- Ян Круковецкий;
- Йозеф Новицкий;
- Артур Станислав Потоцкий;
- Юзеф Радзиминский;
- Эдвард Жолтовский.